# Motorbootkompanie

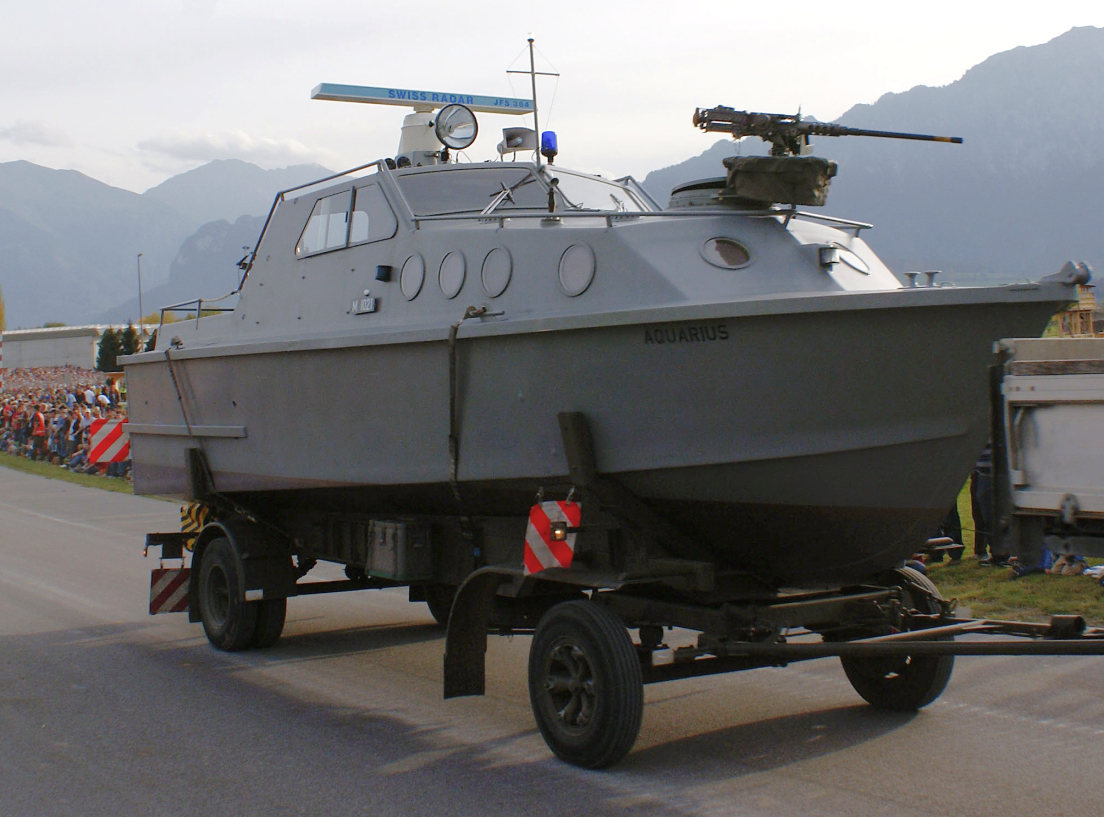
Patrouillenboot P-80, mit Bootsanhänger, auf Strassennetz rasch verschiebbar

Die Motorbootkompanie ist eine Einheit der Schweizer Armee, die den Genietruppen unterstellt ist. Die Kompanie betreibt Patrouillenboote auf den Schweizer Grenzseen.

## Geschichte

### Vorgeschichte

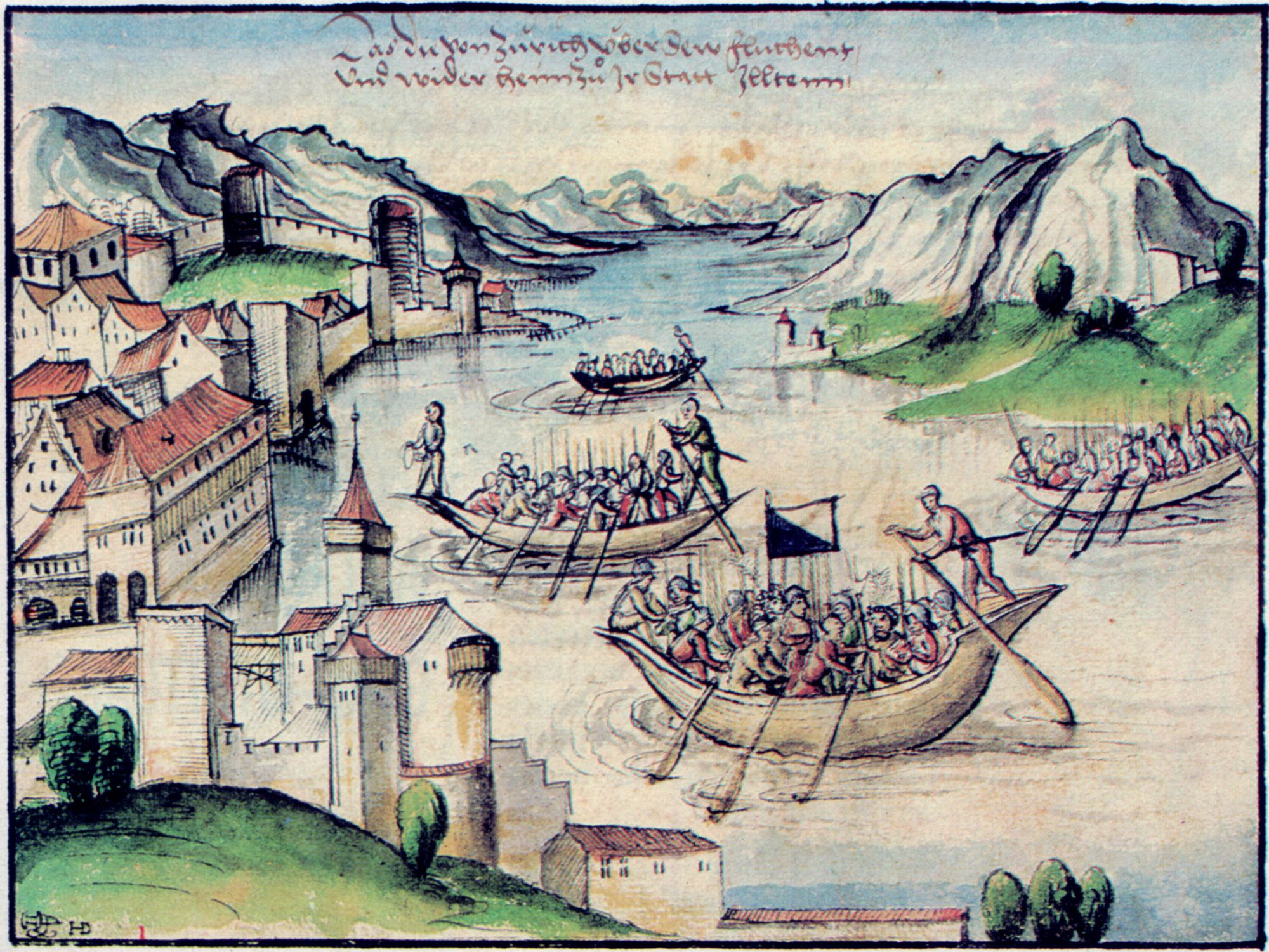
Rückzug der Zürcher über den See im Alten Zürichkrieg nach dem Treffen bei Pfäffikon 1440 in der Eidgenössischen Chronik

Die Schweiz besitzt durch die Flüsse und Seen zu den angrenzenden Nachbarn eine für einen Binnenstaat relativ lange Uferlinie, auch weil Bodensee und Genfersee zu den grössten Binnengewässern Mitteleuropas zählen.
Die Wasserwege wurden vor allem für Truppentransporte, Belagerungen und Wasser-Land-Aktionen benutzt: Die Römer setzten ganze Schiffsflotten ein, um diese Grenzen wie bei der Seeschlacht auf dem Bodensee zu schützen. Im Alten Zürichkrieg lieferten sich Schwyzer und Zürcher mehrere Gefechte und die Seeschlacht bei Männedorf um die Herrschaft über den Zürichsee. Bern hatte 1536 bis 1793 auf dem Genfersee eine Flotte mit Kanonenbooten.
Nachbarstaaten setzten auf den Schweizer Seen mehrfach Kriegsschiffe ein: Der Kampf um die Hoheit des Luganer- und Comer Sees führte im 10. und 11. Jahrhundert zu Seekriegen, und in den Müsserkriegen (1525–1532) fanden auf dem Comersee Kämpfe statt. Während des Dreissigjährigen Krieges fanden beim Seekrieg auf dem Bodensee 1632–1648 verschiedene Einsätze auch schwedischer Einheiten auf dem Bodensee statt. Die Stadt Zürich liess 1690 Biber und Otter bauen, 1693 kam das Kriegsschiff Neptun hinzu. Man betrieb längere Zeit eine Flotte von Kriegsschiffen. Die Schiffe lagen in einem Arsenal am «Schiffschopf» wobei, selbst für die grossen Schiffe, Schutzgebäude vorhanden waren. 1793 lief das Kriegsschiff Stadt Zürich vom Stapel und diente in der Folgezeit, bis zur Selbstversenkung bei Rapperswil. Französische Pioniere konnten das Schiff heben und Zürich wurde gezwungen, die Reparaturarbeiten durchzuführen. Im Januar 1798 landete ein Teil der französischen Truppen per Schiff in Nyon und Lausanne. Im März 1804 fuhren während des Bockenkrieges («Willischer Aufstand») drei stadteigene Kriegsschiffe («Stadt Zürich» usw.) von Zürich her gegen die «Rebellen» bei Horgen. 1810 wurde eine letzte militärische Übung mit dem Schiff «Stadt Zürich» gemacht und kurz darauf wurde es abgebrochen.

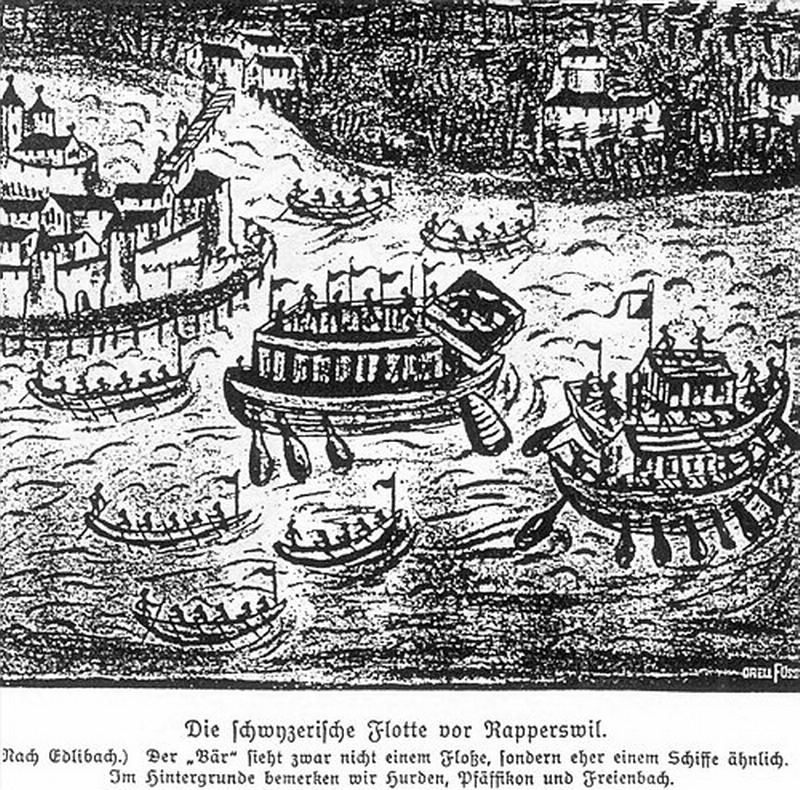
Die Schwyzerische Flotte vor Rapperswil.
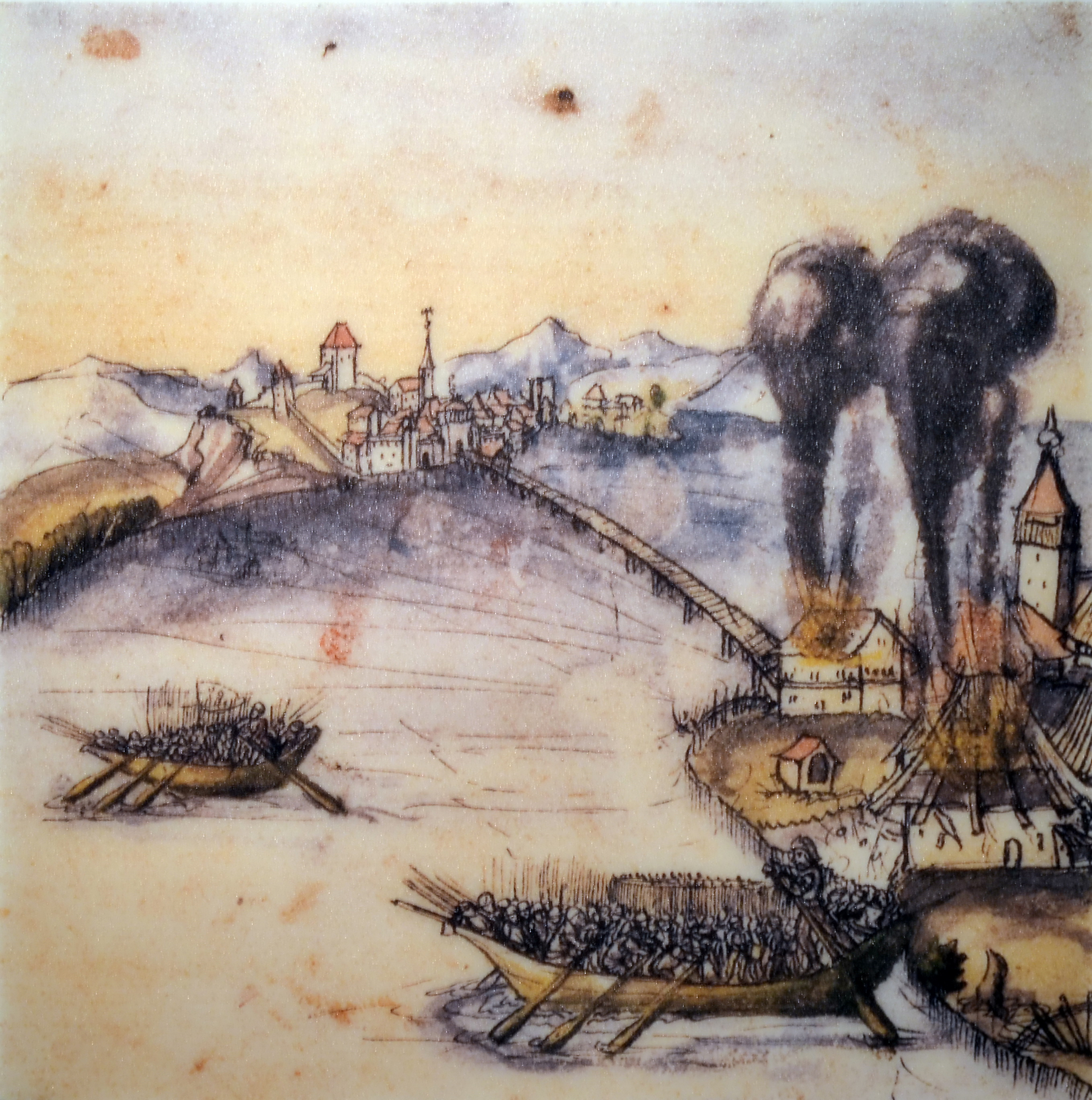
Schlacht bei Freienbach Brand von Hurden.
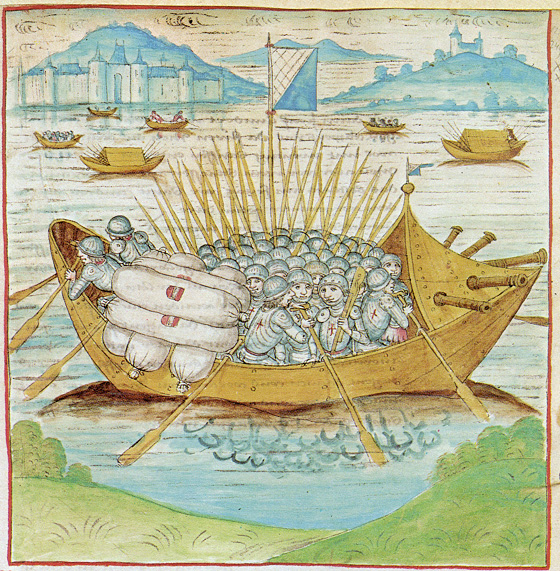
Zürcher Kriegsschiff mit Kanonen und Pikenieren.
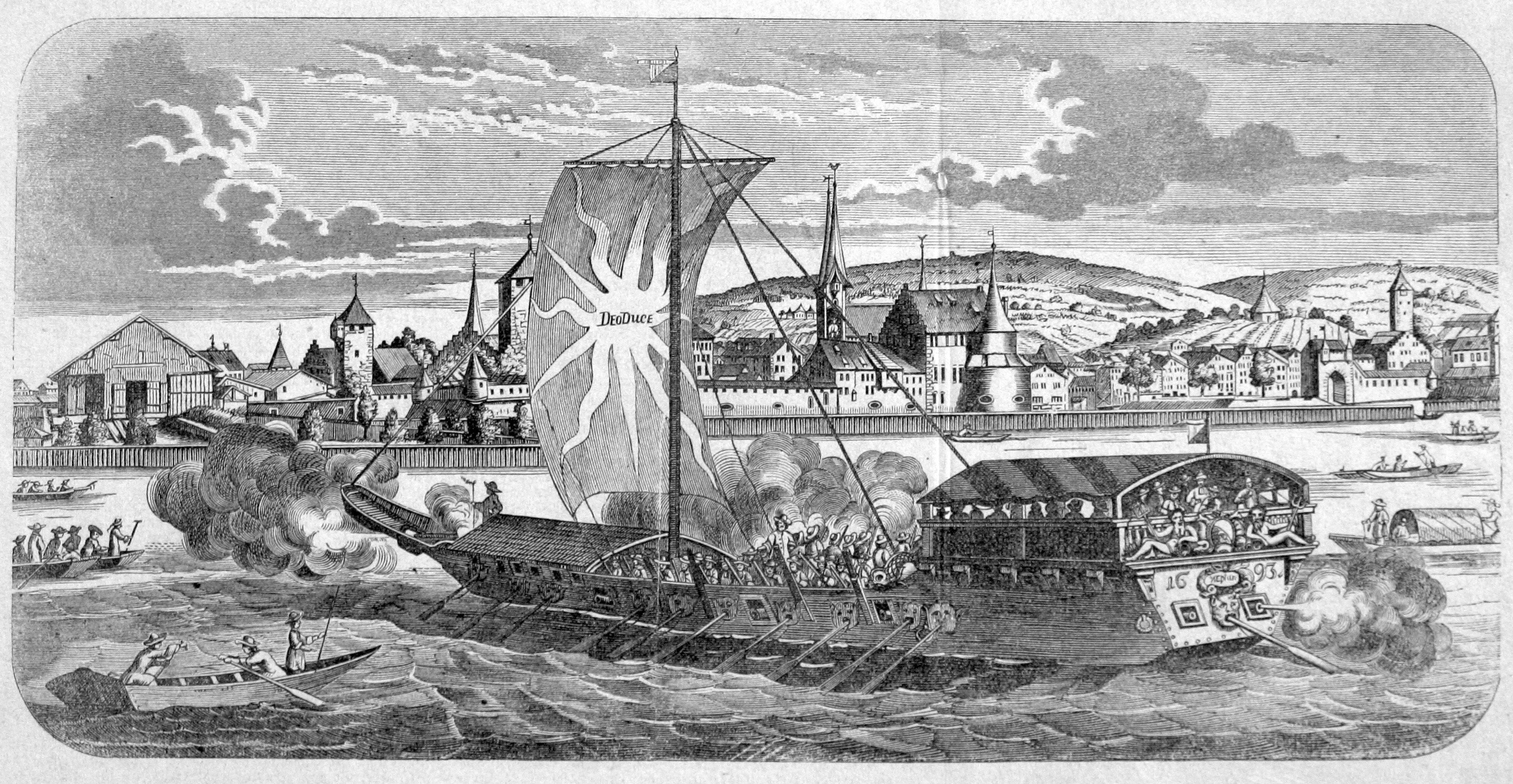
Das Kriegsschiff Neptun, ein Schwesterschiff der Seepferd.
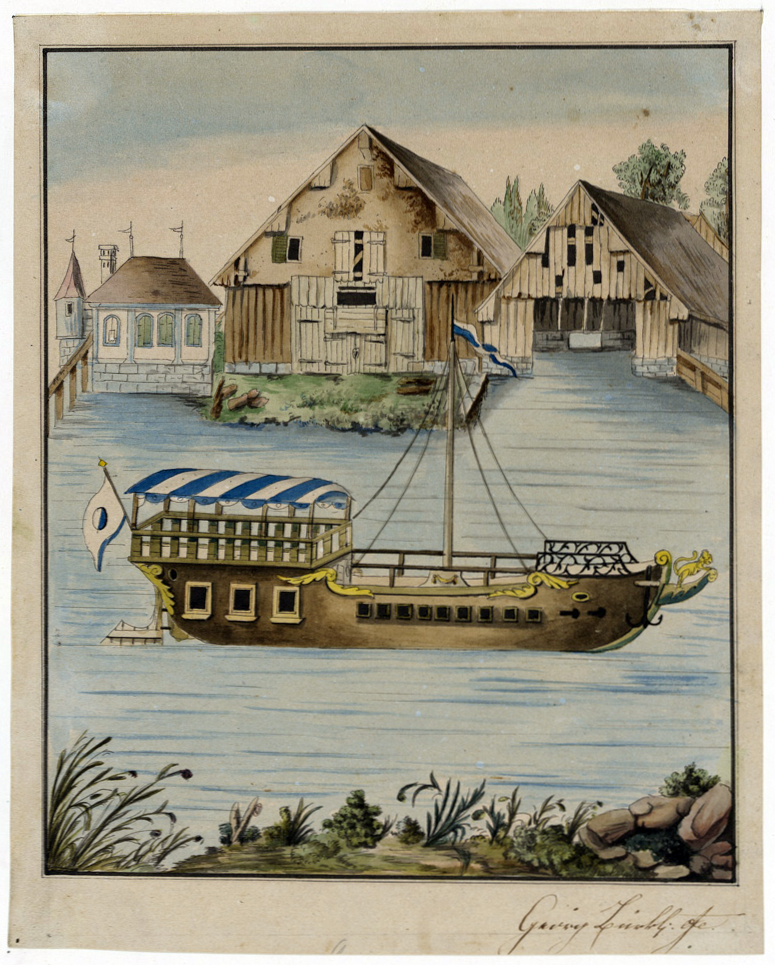
Das Kriegsschiff Stadt Zürich um 1800.
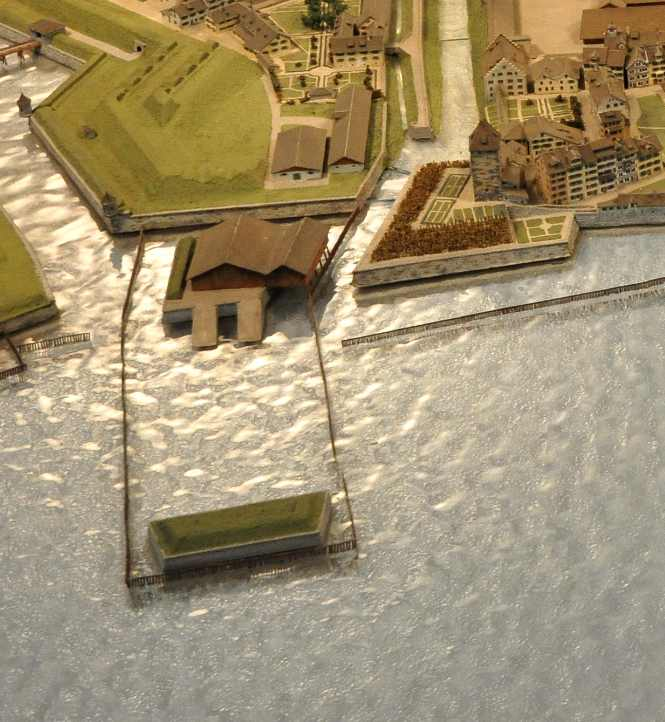
Marinehafen am Schiffschopf in Zürich im Stadtmodell nach dem Müllerplan von 1793.
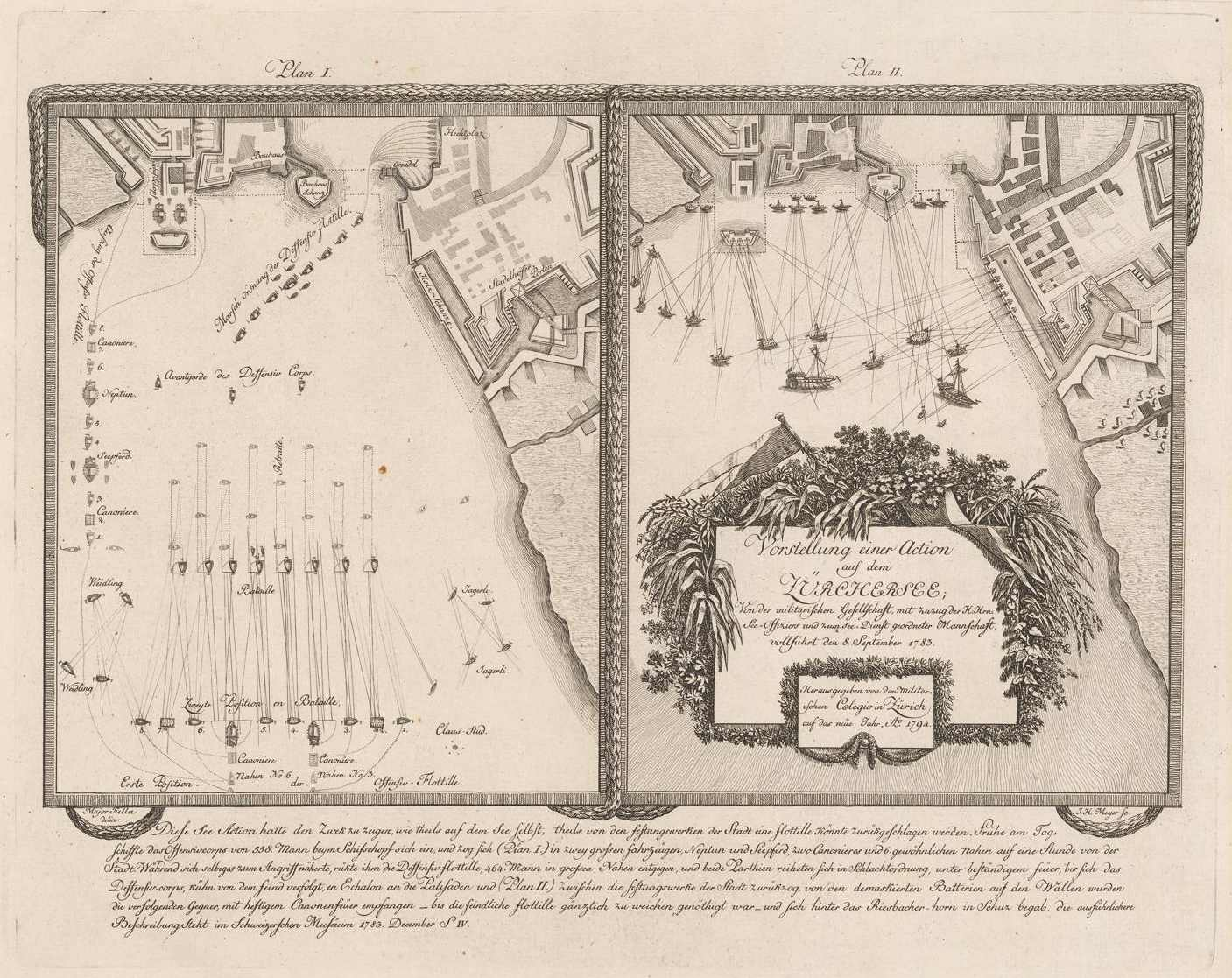
Seemanöver auf dem Zürichsee 1783.

### Zweiter Weltkrieg
Zu Beginn des Zweiten Weltkrieges besass die Schweizer Armee keine Kriegsschiffe. Erst nach dem Einsatz von Wasserflugzeugen (Heinkel He 59) durch die deutsche Wehrmacht bei den Invasionen Norwegens und der Niederlande 1940 begann die Schweizer Armeeführung, auf verschiedenen Seen requirierte Privatboote mit Maschinengewehren auszurüsten.
Ab 1941 wurden im Zentralraum (Reduit) die ersten ad hoc Kampfboot- sowie Seetransport- und Seeverbindungs-Detachemente aufgestellt. 1942/43 wurde eine Militärflotte geschaffen, die auf den Grenz- und Reduitseen zum Einsatz kam. Mit dem Rückzug ins Reduit wurden eine ganze Reihe von Binnenseen an den Reduitgrenzen strategisch zu eigentlichen «Grenzgewässern» (Reduitseen).

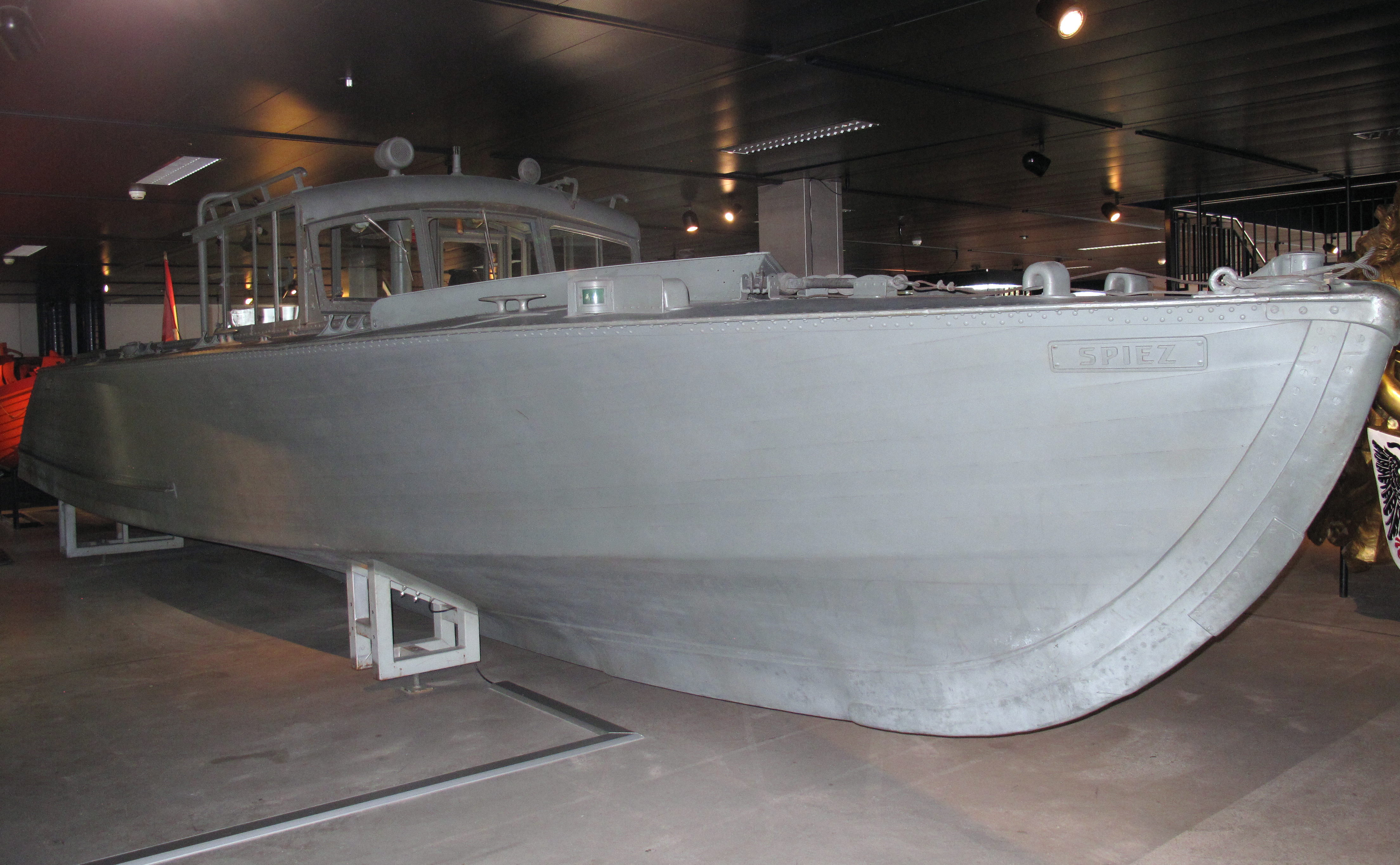
Patrouillenboot Typ 41 «Spiez»

Die Militärflotte bestand aus zwei Generationen von insgesamt zehn mit Panzerbüchsen (vorerst Solothurn S18/100, später 24 mm Tankbüchse 41) und Maschinengewehren bewaffneten Patrouillenbooten Typ 41 der Werner Risch Schiffbau aus Zürich und aus 50 requirierten Privatschiffen:

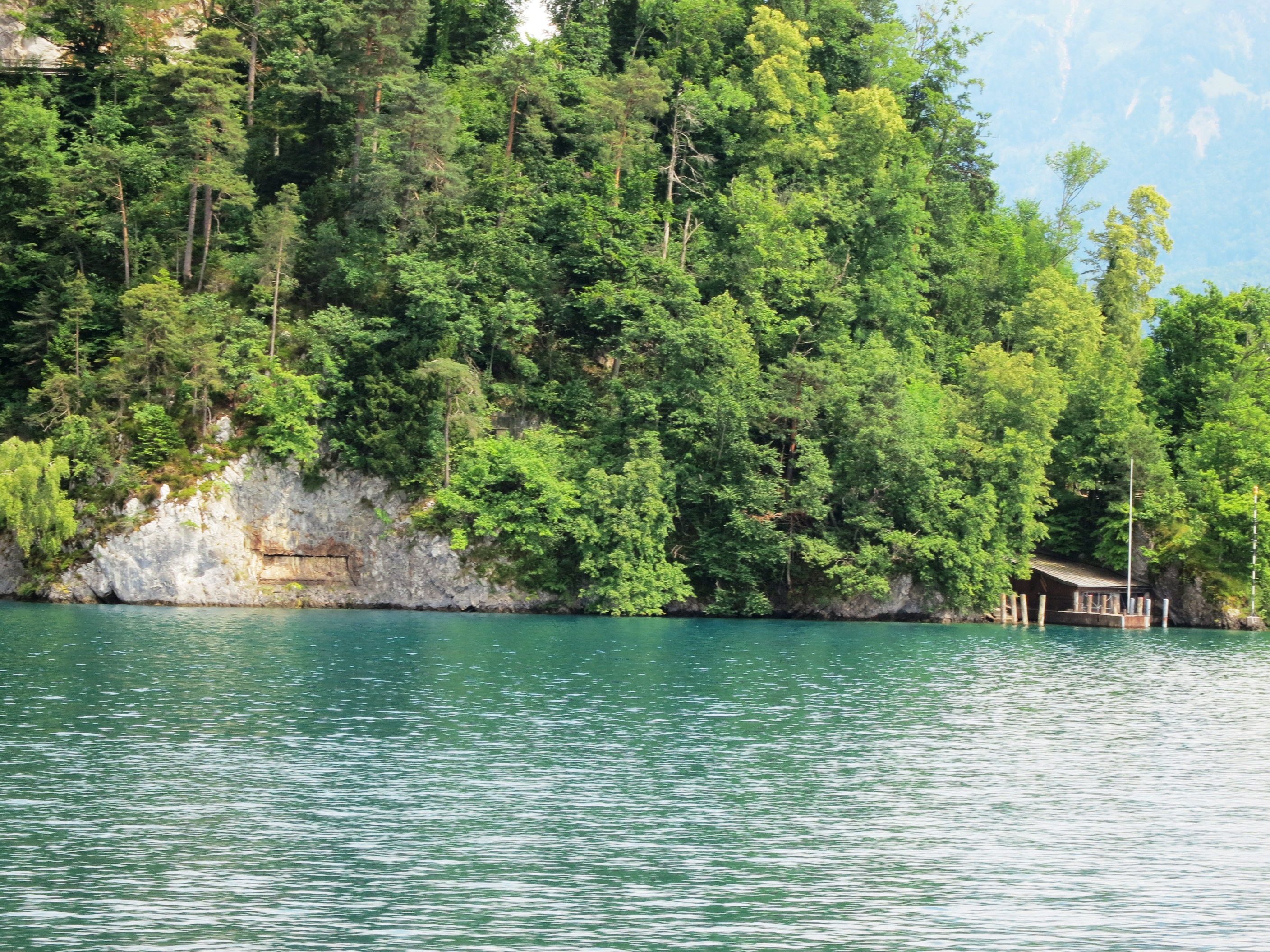
«Küstenbatterie» der Seesperre Obere Nas mit Bootshaus

- Genfersee: Détachement Surveillance Lac Léman, Territorialzone 1,  1. Armeekorps
- Thunersee  (Gwatt): Motorbootdetachement 2, 3. Division, zwei Boote P-41
- Brienzersee (Goldswil): Motorbootdetachement 3, 3. Division, ein Boot P-41
- Vierwaldstättersee Nord (Rütenen): Motorbootdetachement 4, 5. Division, drei Boote P-41
- Vierwaldstättersee Süd (Brunnen, Hertenstein): Motorbootdetachement 5, 5. Division, zwei Boote P-41
- Walensee: Motorbootdetachement 6, Festung Sargans, zwei Boote P-41

Die beiden Motorbootdetachemente auf dem Vierwaldstättersee waren ein wesentlicher Bestandteil des Verteidigungssystems der Seesperre Nas. Die Motorbootdetachemente arbeiteten eng mit den Seedetachementen der Pontoniertruppen zusammen, deren Hauptaufgaben die Uferverteidigung und die Seetransporte waren. Für die Seetransporte wurde die gesamte zivile Flottille mit Dampfschiffen, Fähren, Nauen und Motorbooten in das Transportdispositiv einbezogen.

### Nachkriegszeit
1947 wurden die dreizehn Motorbootdetachemente in der neu gegründeten Motorbootkompanie 1 (13 Züge auf neun Seen) zusammengezogen. Der Sollbestand der Kompanie betrug 13 Offiziere, 37 Unteroffiziere und 280 Soldaten. Es war eine Auszugseinheit mit Milizsoldaten aus Westschweizern, Tessinern und Deutschschweizern, die mit ihren Bootszügen auf elf verschiedenen Mobilmachungsplätzen mobilisiert wurden. Die Ausrüstung bestand aus 55 Motorbooten, wovon neun bis elf Patrouillenboote, und die Bewaffnung nebst den persönlichen Waffen aus 22 Maschinengewehren und 55 Leichten Maschinengewehren (wovon 22 lafettiert).
Während des Kalten Krieges blieben die Schweizer «Seestreitkräfte» bestehen, wurden ausgebaut, neu ausgerüstet und erreichten einen Höchststand. Mit der Armee 61 wurden die Motorboottruppen in drei Kompanien (Bodensee: Mot Boot Kp III/47, Lago Maggiore und Luganersee: Cp motoscafi V/49, Genfersee: Mot Boot Kp V/50) gegliedert, welche den entsprechenden Grenzbrigaden (Genieabteilungen) unterstanden. Administrativ waren sie den Genie- und Festungstruppen unterstellt. 1980 wurden diese mit zehn neu entwickelten Patrouillenbooten P-80 ausgestattet (Länge: 10,94 m, Breite: 3,28 m). Das P-80 wurde mit Schaumstoff unsinkbar gemacht und ist bei Volllaufen gegen Totalverlust geschützt. Dazu kam der Einsatz einer Vielzahl von Requisitionsbooten.
1970 wurden von der Abteilung für Transporttruppen (ATT) fünf spezialisierte Motorlastschiffdetachemente (Mot Lasts Det) aufgestellt. Sie wurden den Territorialzonen zugewiesen und hatten auf fünf Seen (Genfer-, Neuenburger-/Bieler-, Thuner-/Brienzer-, Vierwaldstätter- und Zürichsee) die militärischen Nach- und Rückschubtransporte der Armee bei Störung des Strassennetzes sicherzustellen. Die privaten Motorlastschiffe (Nauen, Ledischiffe) wurden nach Bedarf als Requisitionsschiffe aufgeboten. Damit bestanden die «Seestreitkräfte» der Schweizer Armee aus drei sich ergänzenden Truppenkörpern: die Genietruppen mit den Pontonieren, die Motorbootkompanien und die Motorlastschiffdetachemente. 1994 wurden die Mot Lats Det mit den letzten Schiffen auf dem Vierwaldstättersee aufgelöst. Seit 1995 haben die Bootsschützen ihre eigene Rekrutenausbildung in den Landessprachen.
Mit der Armeereform 95 erhielten die drei Motorbootkompanien (Mot Boot Kp 15 Genfersee, Mot Boot Kp 43 Bodensee, Mot Boot Kp 96 Lago Maggiore und Luganersee) den Auftrag, die Territorialdivisionen und das Grenzwachtkorps zu unterstützen, die Seeüberwachung und Schiffskontrollen durchzuführen sowie Aufklärung (Radarüberwachung und Nachrichtenbeschaffung) zu betreiben.

## Aktuelle Organisation

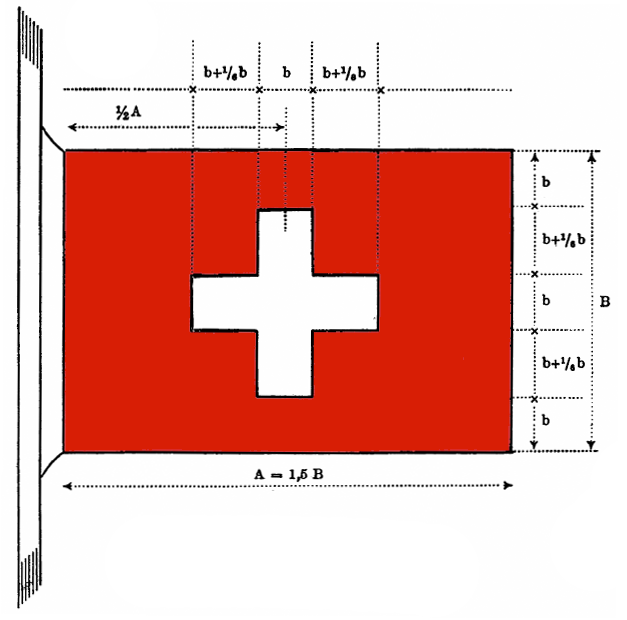
Schweizerflagge zur See

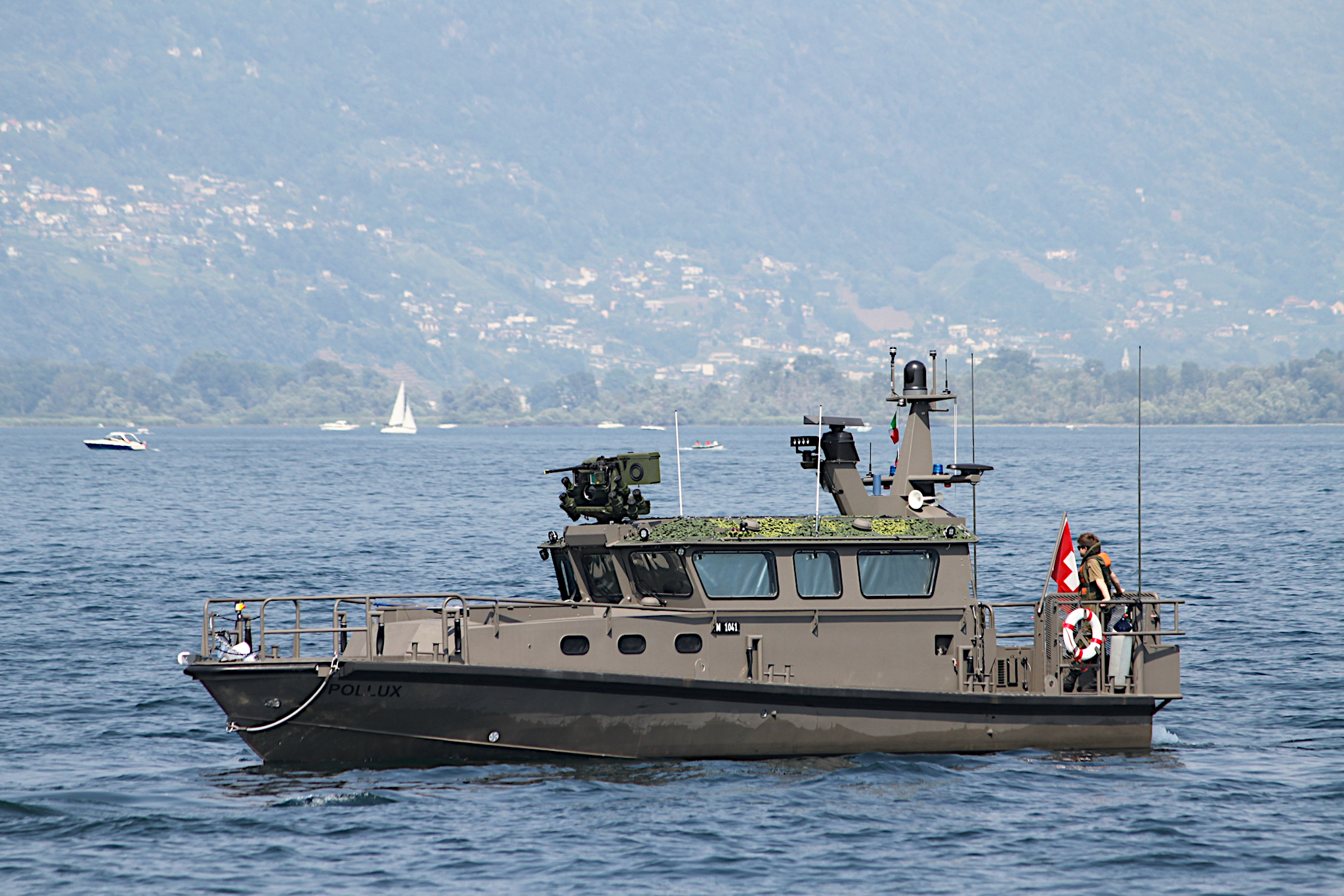
Patrouillenboot 16

Die Armeereform XXI führte zu einer Reduktion des Bestandes der Motorbootkompanien ab 2004 auf eine einzige (Mot Bootkp 10). Die Motorbootkompanie 10 kam mehrfach im Assistenzdienst subsidiär für die Polizei zum Einsatz, wie 2002 auf den Juraseen für die Expo.02, für den G8-Gipfel in Évian-les-Bains 2003 auf dem Genfersee und 2010 für den Frankophoniegipfel in Montreux.
Die Motorbootkompanie 10 ist zusammen mit dem Pontonierbataillon 26 dem Lehrverband Genie/Rettung unterstellt. Sie erfüllt auch Aufgaben zugunsten des Grenzwachtkorps, der Polizei sowie der militärischen Sicherheit. Das Patrouillenboot P-80 ist im militärischen Einsatz mit einer Defensivbewaffnung ausgerüstet: ein 12,7 mm Maschinengewehr 64 dient als Bugwaffe (Waffensupport auf Drehkranz), ein zweites als Heckwaffe (auf Drehsäule) sowie sieben Sturmgewehre als persönliche Waffen.
Die Patrouillenboote der Motorbootkompanie, die auf Binnengewässern patrouillieren, führen statt der quadratischen Schweizerfahne die Schweizerflagge zur See, wie sie auch die Schweizer Hochseeschifffahrt verwendet und die ein Seitenverhältnis von 2:3 hat.
Im Rüstungsprogramm 2016 waren vierzehn neue Patrouillenboote für 49 Millionen Franken enthalten. Die neuen Boote der finnischen Firma Marine Alutech Oy Ab nennen sich folglich Patrouillenboot 16 und wurden nach dem Endausbau bei der Firma shiptec in Luzern ab 2019 übergeben. Der erste Ausbildungsgang wurde Ende Oktober 2019 abgeschlossen. Laut ursprünglicher Planung sollten so alle P-80 im Zeitraum bis 2021 durch die ebenfalls strassentransportierbaren P-16 abgelöst werden. Das Patrouillenboot 16 kann 15 Personen transportieren, erreicht dank zweier Dieselmotoren eine Spitzengeschwindigkeit von 65 km/h und ist mit Radar, Infrarot- und Wärmebildgeräten ausgestattet. Boot und Mannschaft sind bewaffnet. Patrouillentätigkeit und Personenrettung und Sachbergung können weiterhin erbracht werden. Eine spezielle Hubbühne am Heck erleichtert Bergungsarbeiten.